# Риве (Порденоне)
Риве је насеље у Италији у округу Порденоне, региону Фурланија-Јулијска крајина.
Према процени из 2011. у насељу је живело 94 становника. Насеље се налази на надморској висини од 20 м.